# Мак-Эди (лунный кратер)
Кратер Мак-Эди (лат. McAdie) — крупный ударный кратер в области восточного побережья Моря Смита на обратной стороне Луны. Название присвоено в честь американского метеоролога Александра Джорджа Мак-Эди (1863—1943) и утверждено Международным астрономическим союзом в 1973 г. 

## Описание кратера
Ближайшими соседями кратера Мак-Эди являются кратер Пик на западе; кратер Нунн на севере-северо-западе; кратер Бэбкок на северо-востоке; кратер Пуркинье на юго-востоке; кратер Хираяма на юге и кратер Слокум на юго-западе. На западе от кратера находятся гряды Дана; на севере Море Краевое; на юго-западе гряда Клооса. Селенографические координаты центра кратера 2°07′ с. ш. 92°13′ в. д. / 2,11° с. ш. 92,22° в. д., диаметр 41,0 км, глубина 2,3 км.
Кратер Мак-Эди практически полностью затоплен базальтовой лавой, над поверхностью возвышаются лишь остатки вала. В северо-западной части вала имеется широкий разрыв отмеченный останками безымянного кратера. Дно чаши сравнительно ровное, с северо-запада на восток тянется безымянная борозда пересекающая центр кратера. Альбедо чаши кратера несколько выше чем у поверхности Моря Смита расположенного на западе от кратера.

## Сателлитные кратеры
Отсутствуют.

## См.также
- Список кратеров на Луне
- Лунный кратер
- Морфологический каталог кратеров Луны
- Планетная номенклатура
- Селенография
- Минералогия Луны
- Геология Луны
- Поздняя тяжёлая бомбардировка